# Blaxploitation
La blaxploitation és un corrent cultural i social propi del cinema dels Estats Units dels anys 1970 que va revalorar la imatge dels afroamericans atorgant-los papers dignes i de primer nivell, i no només secundaris. La paraula és la contracció, en forma de mot creuat, de les paraules «black» (que significa negre) i «explotació». Es parla, a vegades de blaxplotation, contracció de «black» i de «plot» (l'argument d'una pel·lícula).

## Definició

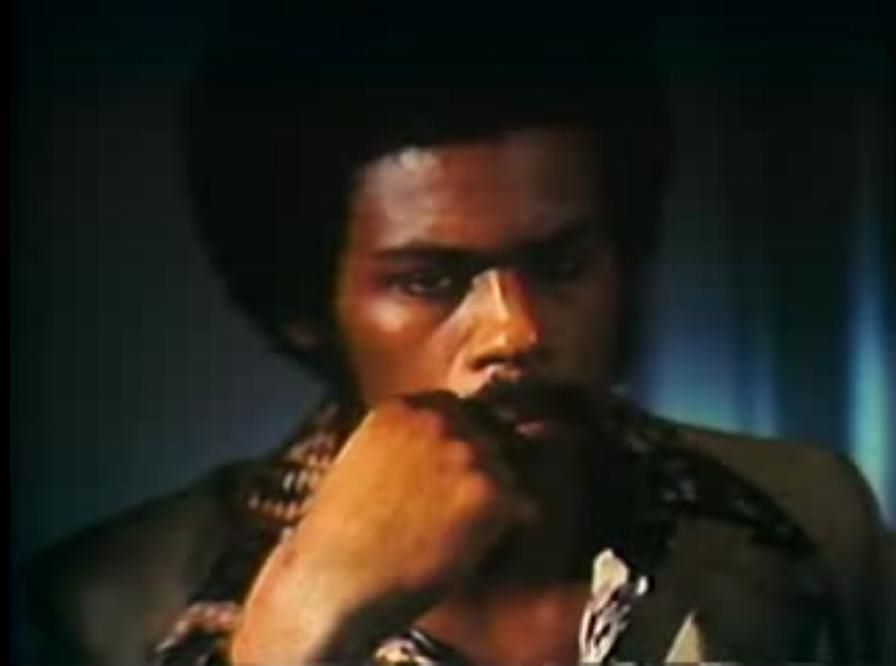
Richard Lawson a Black Fist (1974).

Les pel·lícules d'aquest corrent només contractaven persones afroamericanes i s'adreçaven a la mateixa comunitat sobre temes que els afectaven utilitzant tots els estereotips possibles. Tots els gèneres cinematogràfics de moda durant els anys 1970 van estar barrejats amb la blaxploitation. Ja fossin les pel·lícules policíaques (trilogia de Shaft) o investigacions per detectius privats (Les nits roges de Harlem), el cinema de terror (Blacula, Abby), les arts marcials (Black Belt Jones de Robert Clouse), el pèplum (The Arena de Steve Carver), el western (Boss Nigge), l'espionatge (Cleopatra Jones de Jack Starrett), la pel·lícula sobre política compromesa (The Spook Who Sat by the Door  d'Ivan Dixon) o el còmic (Uptown Saturday Night). Aquestes pel·lícules eren molt apreciades per la comunitat negra perquè mostraven actors afroamericans en situacions d'homes orgullosos i lliures, persones de raça negra que plantaven cara a l'establishment. En moltes pel·lícules blaxploitation el personatge negre s'associava al bé i el blanc al mal. Va ser un gènere que es va contraposar a les pel·lícules de Hollywood dels anys 1930, 1940 o 1950, que mostraven els afroamericans només en papers de cabaret, servidors, bandits o esclaus. Les pel·lícules de la blaxploitation buscaven també donar una imatge de com era la vida dels afroamericans i les seves lluites. Quan el personatge era un home, en moltes pel·lícules com Black Caesar, la mare tenia un lloc important en la vida del personatge, per un problema persistent heretat de l'esclavatge en els barris negres als anys 70, ja que molts pares abandonaven el nen a la seva mare. Les pel·lícules de la blaxploitation reflectien aspiracions dels negres als drets cívics i també les seves dificultats, com la prostitució, la droga, la corrupció, el racisme per part de la policia, les violacions, etc.
La primera pel·lícula del moviment, Sweet Sweetback's Baadasssss Song, va ser rodada l'any 1971 per Melvin Van Peebles. Aquesta pel·lícula «100% negra» va tenir un taquillatge de més de 15 milions de dòlars, una xifra molt rellevant per una producció independent d'un pressupost de 150.000 dòlars. El mateix any, va estrenar-se Shaft, les nits roges de Harlem, aquesta vegada produïda per un gran estudi però sempre dirigida per una persona negra, Gordon Parks (fotògraf i periodista). Shaft va ser un èxit gràcies, en part, a la música original de la pel·lícula d'Isaac Hayes.
Una gran majoria de les pel·lícules de blaxploitation eren de qualitat més aviat mediocre, sovint violentes i plenes de clitxés i prejudicis: parlaven de prostitutes, de camells, d'assassins en el ghetto. Tots aquests estereotips són avui represos en el gangsta rap, com per exemple el raper Snoop Dog fortament influït per Rudy Ray Moore.

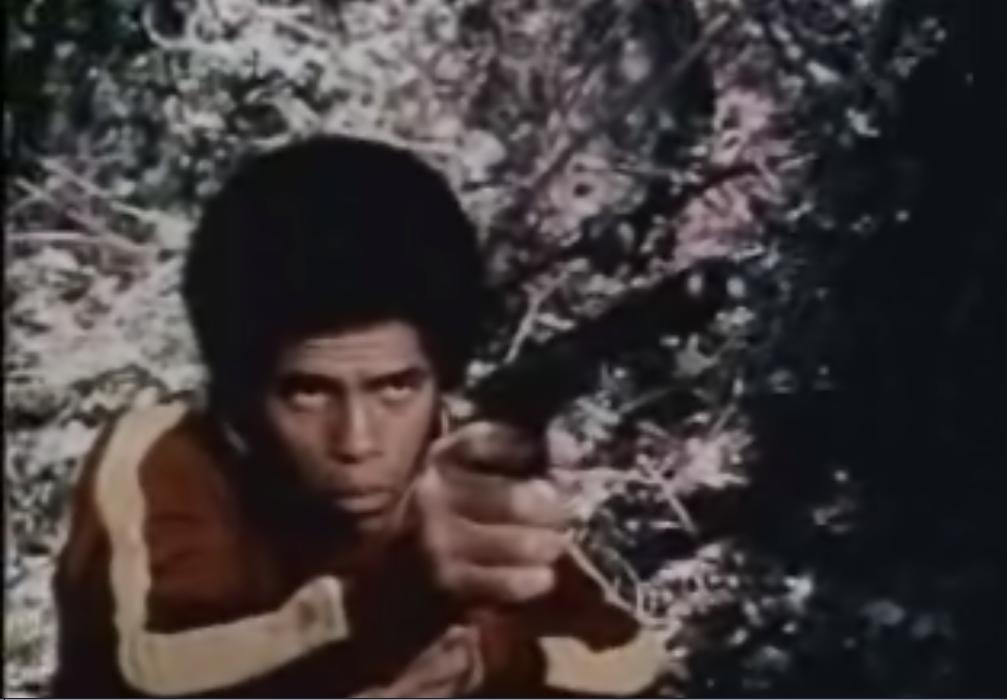
Jim kelly és the Black Samurai.

A banda de la temàtica, cada pel·lícula era l'ocasió de proporcionar una banda original de gran qualitat. Tots els grans músics negres dels anys 1970 van mostrar els seus talents: James Brown (Black Caesar), Curtis Mayfield (Superfly, Short eyes), Isaac Hayes (Les nits roges de Harlem), Johnny Pate (Bucktown), Marvin Gaye (Disturbe Man), Norman Whitfield (Why Wash), Edwin Starr (Hell Up in Harlem), Roy Ayers (Coffy, la pantera negra de Harlem), J.J. Johnson (Cleopatra Jones), Willie Hutch (El Mac), Herbie Hancock (The Spook Who Sat by the Door), Barry White (Together Brothers), entre d'altres.
Algunes d'aquestes pel·lícules eren a vegades dirigides per persones blanques (Larry Cohen a Black Caesar) i moltes van ser produïdes per blancs, cosa que va empènyer associacions afroamericanes a rebutjar-les. Per la sobreproducció, el públic se'n va acabar cansant i a final dels anys 70 el gènere va caure en desús.
Algunes icones del cinema de blaxploitation són Pam Grier (a Jackie Brown), Jim Kelly (vist a Operació Dragon, de Bruce Lee), Rudy Ray Moore i Fred Williamson.
El gènere va tenir una gran influència sobre alguns realitzadors contemporanis. Així, Quentin Tarantino els ha retut homenatge en les seves pel·lícules, principalment a Jackie Brown però també a Kill Bill part 1 amb l'ús de la música de la pel·lícula Truck Turner & Cia i altres.
El 2009, la pel·lícula Black Dynamite parodia les pel·lícules de blaxploitation.

## Exemples de pel·lícules
| - 1964: The Cool World de Shirley Clarke - 1966: The Black Klansman de Ted V. Mikels - 1970: Cotton Comes to Harlem d'Ossie Davis - 1970: No es compra el silenci (The Liberation of L.B. Jones) de William Wyler - 1971: The Big Doll House de Jack Hill - 1971: Black Love d'Herschell Gordon Lewis - 1971: Les nits roges de Harlem (Shaft) de Gordon Parks - 1971: Sweet Sweetback's Baadasssss Song de Melvin Van Peebles - 1972: A l'altra banda del carrer 110 (Across 110th Street) de Barry Shear - 1972: Black Girl d'Ossie Davis - 1972: Blackenstein de William A. Levey - 1972: Blacula de William Crain - 1972: Come Back, Charleston Blue de Mark Warren - 1972: Cool Breeze de Barry Pollack - 1972: The Final Comedown d'Oscar Williams - 1972: Hammer de Bruce Clark - 1972: The Legend of Nigger Charley de Martin Goldman - 1972: Melinda d'Hugh A. Robertson - 1972: Shaft torna a Harlem (Shaft's Big Score!) de Gordon Parks - 1972: Slaughter de Jack Starrett - 1972: Space Is the Place de John Coney (amb Sun Ra) - 1972: Superfly de Gordon Parks Jr. - 1972: The Thing with Two Heads de Lee Frost - 1972: Top of the Heap de Christopher St. John - 1972: Trick Baby de Larry Yust - 1972: Trouble Man d'Ivan Dixon - 1973: Black Caesar de Larry Cohen - 1973: Black Mama, White Mama d'Eddie Romero - 1973: Black Snake de Russ Meyer - 1973: Cleopatra Jones de Jack Starrett - 1973: Ganja & Hess de Bill Gunn - 1973: Detroit 9000 d'Arthur Marks - 1973: Foxy Brown de Jack Hill (amb Pam Grier) - 1973: Gordon's War d'Ossie Davis - 1973: Hell Up in Harlem de Larry Cohen - 1973: The Mack de Michael Campus (amb Richard Pryor) - 1973: Savage! de Cirio H. Santiag - 1973: Scream Blacula Scream de Bob Kelljan - 1973: Shaft in Africa de John Guillermin - 1973: Slaughter's Big Rip-Off de Gordon Douglas - 1973: The Soul of Nigger Charley de Larry Spangler - 1973: The Spook Who Sat by the Door d'Ivan Dixon - 1973: Super Fly T.N.T. de Ron O'Neal - 1974: Abby de William Girdler - 1974: The Arena de Steve Carver - 1974: Bamboo Gods and Iron Men de César Gallardo - 1974: Black Belt Jones de Robert Clouse - 1974: The Black Godfather de John Evans - 1974: Black Samson de Charles Bail - 1974: The Black Six de Matt Cimber - 1974: Dynamite Brothers d'Al Adamson - 1974: The Education of Sonny Carson de Michael Campus - 1974: Get Christie Love! de William A. Graham - 1974: The House on Skull Mountain de Ron Honthaner - 1974: Thomasine & Bushrod de Gordon Parks, Jr. - 1974: Sugar Hill de Paul Maslansky - 1974: T.N.T. Jackson de Cirio H. Santiag (amb Jean Bell) - 1974: Three the Hard Way de Gordon Parks Jr. | - 1974: Truck Turner & Cie de Jonathan Kaplan - 1974: Uptown Saturday Night de Sidney Poitier - 1974: Willie Dynamite de Gilbert Moses - 1974: The Zebra Killer de William Girdler - 1975: Aaron Loves Angela de Gordon Parks Jr. - 1975: Black Fist de Timothy Galfas i Richard Kaye - 1975: The Black Gestapo de Lee Frost - 1975: Boss Nigger de Jack Arnold - 1975: Bucktown d'Arthur Marks - 1975: Cleopatra Jones and the Casino of Gold de Charles Bail - 1975: Cooley High de Michael Schultz - 1975: Coonskin de Ralph Bakshi - 1975: Darktown Strutters de William Witney - 1975: Dolemite de D'Urville Martin - 1975: Friday Foster d'Arthur Marks - 1975: Let's Do It Again de Sidney Poitier - 1975: Mandingo de Richard Fleischer - 1975: Sheba, Baby de William Girdler - 1975: Take a Hard Ride d'Antonio Margheriti (amb Jim Brown) - 1975: That's the Way of the World de Sig Shore - 1976: Black Heat d'Al Adamson - 1976: Black Shampoo de Greydon Clark - 1976: Black Emanuelle, White Emanuelle de Mario Pinzauti - 1976: Brotherhood of Death de Bill Berry - 1976: Car Wash de Michael Schultz - 1976: Dr. Black, Mr. Hyde de William Crain - 1976: L'Enfer des mandigos (Drum) de Steve Carver - 1976: Ebony, Ivory & Jade de Cirio H. Santiago - 1976: The Human Tornado de Cliff Roquemore - 1976: J. D.'s Revenge d'Arthur Marks (amb Glynn Turman i Louis Gossett, Jr.) - 1976: The Monkey Hustle d'Arthur Marks - 1976: The Muthers de Cirio H. Santiago - 1976: Pipe Dreams de Stephen F. Verona - 1976: Sparkle de Sam O'Steen - 1976: Velvet Smooth de Michael L. Fink - 1977: Bare Knuckles de Don Edmonds - 1977: Black Samurai d'Al Adamson - 1977: Passion Plantation - 1977: Petey Wheatstraw de Cliff Roquemore - 1978: A Hero Ain't Nothin' But a Sandwich de Ralph Nelson - 1978: Blind Rage d'Efren C. Piñon (amb Fred Williamson) - 1978: Death Dimension d'Al Adamson - 1978: El mag (The Wiz) de Sidney Lumet - 1979: Disco Godfather de J. Robert Wagoner - 1988: I'm Gonna Git You Sucka de Keenen Ivory Wayans - 1990: Hammer, Slammer, & Slade (Telefilm) de Michael Schultz - 1990: The Return of Superfly de Sig Shore - 1991: New Jack City de Mario Van Peebles - 1996: Original Gangstas de Larry Cohen - 1997: Steel de Kenneth Johnson - 1999: Shaolin Dolemite de Robert Tai - 2000: Killjoy de Craig Ross, Jr. - 2001: Bones d'Ernest R. Dickerson - 2001: Pootie Tang de Louis C.K. - 2002: BaadAsssss Cinema, Classified X (documental) - 2004: Full Clip de Christopher Morrison - 2005: Get Rich or Die Tryin de Jim Sheridan - 2008: Black Lightning de Nick Sanford - 2008: Hookers In Revolt de Sean Weathers - 2009: Black Dynamite de Scott Sanders |

## Comic-book
Paral·lelament a la blaxploitation en el cinema, un moviment similar es va donar en l'univers del còmic amb personatges com:
- La pantera negra (Stan Lee i Jack Kirby), que apareix el 1966 a Fantastic Four
- Le Faucon a Captain America, el 1969
- Luke Cage a Luke Cage, el 1972
- Black Lightning (1977, DC Comics)
- John Stewart (Green Lantern volum 2, 87, desembre 1971)

## Cultura popular
Influències i referències a la blaxploitation en la cultura popular:

### Clips musicals
L'any 2015, el raper Snoop Dogg va reviure en el clip de la peça "So Many Pros", els cartells de pel·lícules de la Blaxploitation.

### Altres pel·lícules
True Romance, Viure i deixar morir (una aventura de James Bond, encarnat per Roger Moore, fortament marcada per la Blaxploitation), Austin Powers in Goldmember, Training Day, SuperGrave, Jackie Brown, Kill Bill, American Gangster, Inglourious Basterds, i més recentment Django Unchained.

### Animacions
- Aqua Teen Hunger Force personatge de Boxy Brown.
- Drawn Together personatge de Foxxy Love.
- Les Griffin Temporada 7 episodi 1 Love Blactually
- The Boondocks
- Cowboy Bebop

### Videojocs
- Fatal Fury personatge de Duck King.
- Max Payne 2: The Fall of Max Payne
- The Walking Dead de Telltale, on l'heroi Lee és afroamericà.